# 動産
動産（どうさん）は、大陸法系の民事法や国際私法において、不動産以外の物ないし財産をいう概念。

## 概説
物を動産と不動産に分けて異なる法律的取扱いが行われてきたのには幾つかの理由がある。
第一は歴史的な理由で動産よりも不動産のほうが価値が高いと考えられていたことがある。
第二は自然の性質による理由で物の移動がある動産と移動のない不動産とでは、法技術的に異なった扱いをせざるを得ないという理由があったためである。

## 日本法における動産

### 民法上の動産
日本の民法においては、有体物（民法85条）のうち、不動産（原則として土地及びその定着物で建物を含む）以外の物（有体物）と定義されている（民法86条2項）。なお、有体物（ゆうたいぶつ）の概念については物を参照。

#### 不動産以外の物
動産は「不動産以外の物」と定義される（民法86条2項）。不動産とは「土地及びその定着物」をいい（民法86条1項）、それ以外の物が動産となる。
パソコンやテレビ、自動車、船舶、ペットなどの動物は不動産でない有体物であり動産に該当する。ただし、後述するように、自動車や船舶などには登録制度があり不動産に準じた取扱いがなされることがある。
果樹になった果実は本来は樹木や土地の一部とされるが、成熟して採取できる時期となったときには独立した動産として取引できるようになる（明認方法も参照）。
なお、特許権や著作権といった権利そのものは無体物（無体財産権、知的財産権）であるから、不動産でも動産でもない（ただし、ある特許権に基づいて作られた物などは有体物である）。個人情報は、人格権の対象であっても財産権そのものではない。

#### 民法86条3項の削除
2017年の改正前の民法には無記名債権を動産とみなす規定があった（改正前民法86条3項）。無記名債権とは証券に債権者の氏名の記載がなく正当な所持人をもって債権者とする証券的債権の一種である。例えば鉄道の乗車券やコンサートのチケットがこれにあたる。
無記名債権を動産とみなす規定は178条と192条の適用を想定したものであった。しかし、無記名債権についても、商法、手形法、小切手法などの有価証券に関する規定を重視すべきと考えられ、178条に関し、一時期の通説は民法の文理にかかわらず証券の交付を無記名債権の譲渡の効力要件と解していた。
無記名債権は2017年の改正民法で「無記名証券」と改められ、記名式所持人払証券に関する規定を準用することになった（民520条の20）。

### 不動産との比較

#### 民法
所有権などの物権は原則として意思表示のみによって設定・移転することができる（民法176条）。しかし、不動産の場合、それに対する物権の設定や移転を当事者以外の第三者に対しても主張するためには登記をしなければならない（登記が対抗要件となっている）。不動産が誰のどのような権利の対象になっているかを登記によって公示することで取引の安全を図っているのである（例えば、土地に抵当権がついているかどうかは登記によって公示されているので、その土地を買う際に登記さえ見ていれば後に紛争となるリスクを回避できる）。
動産に対する所有権などの物権の設定・移転も意思表示のみによって行うことができるが、通常、不動産のような登記制度はない（物理的に、あらゆる動産の取引状況を登記によって管理することは不可能だからである）。そのかわり、動産の場合には引渡し（占有）が対抗要件とされている。つまり、その動産の占有を取得すれば、その動産の所有者であると主張することができるとしたのである。しかし、占有改定が認められているため、実際にある動産を直接占有している人がその動産の所有者とは限らない。よって引渡しでは登記制度ほど明確に権利関係を公示できるわけではない。そこで、相手方の占有を信頼して取引した者を保護するために、動産の占有には公信力が与えられている。つまり、取引の相手方がある動産を適法に所持していると信じ、かつそう信じたことについて過失がなければ、たとえ泥棒などの無権限者から動産を購入した場合でも有効に所有権を取得できるという即時取得（民法192条）が認められている。
ただし、自動車や船舶のように不動産の登記に類似した登録方法があり、実際に登録が行われている場合には、不動産と類似の取扱いを受ける。このため、即時取得は認められないと解するのが判例および通説の見解である。

#### 動産・債権譲渡対抗要件特例法
法人の一定の動産譲渡については、2005年（平成17年）に施行された「動産及び債権の譲渡の対抗要件に関する民法の特例等に関する法律」（動産・債権譲渡対抗要件特例法）により動産譲渡登記が認められる。

### その他の法律
このほかの動産と不動産との差異としては、民事訴訟法上で不動産に関する訴えは不動産所在地の裁判所に提起することができるとされていること（民事訴訟法5条12号）、税法上において不動産は固定資産税や不動産取得税の対象とされていることなどがある。

### 民事執行法上の動産
金銭執行は執行対象財産の種類に応じて、不動産に対する金銭執行（不動産の強制競売・強制管理、不動産競売・担保不動産収益執行）、動産に対する金銭執行（動産執行、動産競売）、債権その他の財産権に対する金銭執行（債権執行、各種財産権執行、少額訴訟債権執行）、船舶・航空機・自動車・建設機械等に対する金銭執行（準不動産執行、準不動産競売）に区分される。この財産の種類の区分は執行手続の構造上の異同によるもので民法における区別とは一致しない。